# Assumpta s Ježíškem z Kamenné ulice
Assumpta s Ježíškem z Kamenné ulice (konec 15. stol.) je pozdně gotická socha, která se stala centrálním dílem pro určení chebské řezbářské produkce na přelomu 15. století. Anonymnímu autorovi označovanému jako Mistr Madony z Kamenné ulice je na Chebsku připisována řada dalších sochařských děl.
Socha má vzácně zachovanou polychromii a rytý dekor na spodním šatu. Je vystavena v expozici chebské gotiky Galerie výtvarného umění v Chebu.

## Popis a zařazení
Plně plastická dřevěná socha 139 × 41 × 34 cm, vzadu vyhloubená, s původními inkarnáty a křídovým podkladem s rytými ornamenty. Chybí levá ruka Panny Marie a obě ruce Ježíška od zápěstí. Restaurovali J. Tesař (1971) a E. Kolmanová (1989).
Štíhlá postava korunované Panny Marie stojí na lunární masce s lidskou tváří, která zakrývá větší část podstavce. Tento typ zobrazení Madony (Assumpty) vznikl osamostatněním figury ze scény Nanebevzetí počátkem 14. století v Itálii. V Čechách byl velmi častý od druhé poloviny 14. století až do doby reformace.
Mariin spodní šat má dochovaný křídový podklad s rytým dekorem liliových trojlistů. Podélné řasení drapérie zvýrazňuje prohnutí figury v zádech a vysunutí pravého boku. Špička levé volné nohy je vysunuta, levé koleno vystupuje nad trojúhelníkovým záhybem pláště. Před Mariiným tělem je plášť zachycen pod postavou Ježíška a ukončen jednoduchým trubicovým záhybem. Pod levou rukou je otočen na rub a tvoří hlubší mísovitý záhyb, který pokračuje směrem dolů několika zalamovanými záhyby, od pravého boku je řasen dlouhými diagonálními záhyby s vytaženými hranami, které spadají až na stranu podstavce. Marie má dívčí tvář se široký čelem a mandlovité oči s vytaženými okraji víček. Ježíšek, který na Mariině boku téměř stojí, je oblečen do dlouhé košilky s hranatým límcem. Tento typ zobrazení sahá až do doby předhusitské a na konci 15. století je neobvyklý. Gesta Ježíškových rukou nejsou zřejmá – mohl držet jablko nebo žehnat.
Ševčíková předpokládá, že Mistr Madony z Kamenné ulice vycházel ze švábské plastiky, ale smysl pro plnější a vypjatější objem soch znamená, že byl obeznámen s franským sochařstvím. Jako možné inspirační zdroje uvádí oltářní skříň se Zasnoubením sv. Kateřiny (Germanisches Nationalmuseum, Norimberk) nebo Madonu z oltářní skříně v Trautskirchen. U Sv. Vavřince a sv. Štěpána z děkanského úřadu v Chebu nachází protějšky v tzv. Kottingwörthském oltáři biskupské kaple v Eichstättu.

### Příbuzná díla
- Soubor šesti soch z kostela sv. Mikuláše v Chebu
- Sv. Kateřina a sv. Barbora z Teplé, GVU Cheb
- Assumpta s Ježíškem z kostela sv. Jošta v Chebu , Muzeum Cheb
- oltářní křídla se sv. Barborou a Apolenou z Plané, Muzeum Tachov
- Sv. Vavřinec a sv. Štěpán z děkanského úřadu v Chebu